# 曹安路
曹安路是中華人民共和國312国道位於上海市和江苏省的路段，曹安路在上海市境內橫跨普陀區和嘉定區。东起真北路，往西與江苏省的道路連接，沥青混凝土路面。全長26公里。該路前身是1935年建成的蘇滬公路。當時蘇滬公路起訖點為南翔和蘇州。1958年，蘇滬公路改建，1960年通車並更名為曹安路，1979年列為國道。最初曹安路東起曹楊路，後將真北路以东长1838米的路段作為武寧路一部分，萬鎮路以西更名為曹安公路。1988年曹安路上建立了曹安路农贸市场，當時曹安路农贸市场是上海最大的沪西果品市场和上海最大的葱姜市场。1990年代后，又建立了轻纺市场。2013年3月1日曹安路农贸市场正式停业关闭。曹安路1936號為江橋批發市場。